# Волков, Николай Львович
Николай Львович Волков (5 августа 1905 года, с. Солянка, Самарская губерния, Российская империя — не ранее 1985 года, Воронеж, РСФСР, СССР) — советский военачальник, полковник (1942).

## Биография
Родился 5 августа 1905 года  в  селе  Солянка, ныне Озинский район, Саратовская область. Русский.

#### Гражданская война
В мае 1918 года  Волков добровольно ушел в красногвардейский отряд В. И. Чапаева, переформированный затем в Пугачевскую бригаду. В его составе до августа рядовым бойцом участвовал в боях с белоказаками на Уральском фронте, затем направлен в Бузулукский уездный военкомат, где был определен в часть особого назначения. В ноябре 1919 года с разрешения командования ЧОН вернулся в с. Солянка и поступил в местный партизанский отряд под командованием Ивана Серинова. С этим отрядом участвовал в борьбе с бандитизмом в районах городов  Пугачев, Уральск,  с. Солянка, ст. Семиглавый Мор, Шипово. Весной 1921 года был взят в плен бандой Сафонова. На третьи сутки был освобожден отрядом Горбачева. 

#### Межвоенные годы
В январе 1922 года Волков из отряда поступил на двухгодичные военные окружные курсы в городе Орел, но уже в апреле выбыл в связи с ликвидацией ОрВО. Затем он убыл в Туркестан, где устроился чернорабочим на орошении «Голодной степи» (г. Мирзачуль). С 1923 года работал на хлопкоочистительном заводе в Самарканде. В 1925 году вернулся на родину в село Солянка и работал сначала в артели инвалидов, затем кочегаром на мельнице и трактористом в совхозе. 
В декабре 1927 года  Волков был призван в РККА и направлен красноармейцем в 3-й отдельный стрелковый батальон ЛВО (ст. Куженкино). С 20 сентября 1932 года по март 1933 года проходил обучение в Нижегородской пехотной школе им. И. В. Сталина, по окончании которой назначен в 252-й стрелковый полк 84-й стрелковой дивизии МВО в городе Ефремов, где проходил службу в должностях командира стрелкового взвода и взвода ПВО, инструктора физической подготовки, командира полуроты и врид командира пулеметной роты, командира полуроты тяжелого оружия. В сентябре 1939 года он был переведен в формируемый в городе Ефремов 388-й стрелковый полк 172-й стрелковой дивизии и назначен командиром батальона. С сентября 1939 года по январь 1940 года находился на курсах «Выстрел», затем вернулся на прежнюю должность и принял участие в боевых действиях против белофиннов на ухтинском направлении. Член ВКП(б) с 1940 года.

#### Великая Отечественная война
В начале войны дивизия находилась в Тесницких военных лагерях под Тулой, затем после отмобилизования в конце июня — начале июля 1941 года она была переброшена в район города Могилев, где вошла в состав 61-го стрелкового корпуса 13-й армии Западного фронта. Её части заняли оборону по западному берегу реки Днепр, надежно перекрыв дороги Минск — Могилев и Бобруйск — Могилев. Первые боевые столкновения с передовыми частями противника состоялись 3 июля. Все его попытки с ходу прорвать оборону дивизии, форсировать реку и овладеть г. Могилев были отбиты. В течение 23 суток ее части, в условиях полного окружения, вели героическую оборону города. В ночь на 27 июля остатки дивизии предприняли попытку прорвать кольцо окружения. После выхода из окружения майор  Волков был назначен начальником 2-го отделения автодорожного отдела Брянского фронта. Одновременно в течение 1,5 месяца находился при 50-й армии в оперативной группе полковника Н. Е. Аргунова по обороне городов Белев и Тула. В декабре он вступил в командование 4-м дорожно-эксплуатационным полком, действовавшим в полосе 61-й армии Брянского фронта в районе г. Белев. 
В мае 1942 года подполковник  Волков был назначен командиром 1185-го стрелкового полка 356-й стрелковой дивизии. До июня 1943 года дивизия в составе Брянского и Западного (с 28 мая 1942 г.) фронтов занимала оборону на рубеже Старые Дольцы, Михайловский, прикрывая направление на г. Белев, а также шоссе Белев — Волхов и обеспечивая стык между 61-й и 3-й армиями. С сентября 1942 года исполнял должность заместителя командира этой дивизии. 
26 ноября 1942 года  полковник  Волков был назначен командиром 149-й стрелковой дивизии. С этой должности в июне 1943 года убыл на учебу в Высшую военную академию им. К. Е. Ворошилова. По окончании ускоренного курса академии в конце апреля 1944 года был направлен в распоряжение Военного совета 1-го Прибалтийского фронта.
С 3 мая 1944 года допущен к командованию 5-й гвардейской стрелковой Городокской Краснознаменной дивизией 11-й гвардейской армии, выведенной в резерв Ставки ВГК. В конце мая в составе армии она была включена в 3-й Белорусский фронт и участвовала в освобождении Белоруссии и Литвы. В ходе Белорусской наступательной операции дивизия участвовала в окружении и ликвидации Оршанской и Минской группировок противника форсировала реки Березина и Неман. В Минской наступательной операции ее части освободили город Борисов. За образцовое выполнение заданий командования в боях при форсировании р. Березина и овладении г. Борисов Указом ПВС СССР от 10 июля 1944 года дивизия была награждена орденом Суворова 2-й степени. 31 июля в ходе Каунасской наступательной операции ее части освободили город Лаздияй. В октябре 1944 года дивизия участвовала в Гумбинненской наступательной операции, в освобождении города Вирбалис. В конце октября она была выведена во второй эшелон. В конце декабря 1944 года полковник  Волков был освобожден от должности и направлен в распоряжение Военного совета фронта. 
С 13 января 1945 года допущен к командованию 154-й стрелковой дивизией. В составе 2-й гвардейской армии участвовал с ней в Восточно-Прусской, Инстербургско-Кенигсбергской и Земландской наступательных операциях. За образцовое выполнение заданий командования в боях при разгроме группы немецких войск юго-западнее Кенигсберга дивизия была награждена орденом Суворова 2-й степени (26.4.1945).
За время войны комдив Волков был пять раз раз упомянут в благодарственных в приказах Верховного Главнокомандующего.

#### Послевоенное время
После войны полковник  Волков продолжал командовать 154-й стрелковой дивизией (с августа 1945 г. — в составе Ставропольского ВО в г. Нальчик). С марта 1946 года исполнял должность заместителя командира 19-й стрелковой Воронежско-Шумлинской ордена Трудового Красного Знамени дивизии в горде Моздок. С июля 1946 года состоял в распоряжении Военного совета СКВО, затем был назначен командиром 359-го	гвардейского стрелкового Ясского ордена Суворова полка 113-й гвардейской стрелковой Кременчугско-Знаменской Краснознаменной ордена Суворова дивизии Таврического ВО в городе Запорожье. В апреле 1948 года переведен в ТуркВО командиром 1197-го стрелкового полка 360-й	стрелковой Невельской Краснознаменной дивизии. С апреля 1951 года там же исполнял должность заместителя командира 201-й горнострелковой Гатчинской Краснознаменной дивизии, а с сентября 1952 года — заместитель командира 360-й стрелковой дивизии. С ноября 1953 года по ноябрь 1954 года находился на ВАК при Военной академии им. М. В. Фрунзе, а в январе 1955 года назначается старшим преподавателем военной кафедры Воронежского ветеринарного института. 9 ноября 1956 года полковник  Волков уволен в отставку по болезни.

## Награды
- два ордена Ленина (15.05.1946[4], 20.06.1949[5])
- четыре ордена Красного Знамени (09.08.1941[6],  31.10.1944[7], 03.11.1944[5], 30.04.1954[5])
- орден Кутузова II степени (19.04.1945)[8][9]
- два ордена Отечественной войны I степени (12.08.1943[10], 06.04.1985[11])

медали в том числе:
- - «За отвагу» (28.10.1967)[12][13]
  - «За оборону Москвы» (1944)[8]
  - «За победу над Германией в Великой Отечественной войне 1941—1945 гг.» (1945)
  - «За взятие Кенигсберга» (1945)
  - «Ветеран Вооружённых Сил СССР» (1976)

Приказы (благодарности) Верховного Главнокомандующего в которых отмечен Н. Л. Волков.
- За форсирование реки Березина, и овладение штурмом городом и крупным узлом коммуникаций Борисов — важным опорным пунктом обороны немцев, прикрывающим подступы к Минску. 1 июля 1944 года. № 126.
- За форсирование реки Неман, прорыв сильно укреплённой обороны противника на западном берегу Немана и овладение городом и крупной железнодорожной станцией Мариамполь, а также важными узлами коммуникаций Пильвишки, Шостаков. 31 июля 1944 года. № 160.
- За прорыв долговременной, глубоко эшелонированной обороны немцев, прикрывавшей границы Восточной Пруссии, вторжение в пределы Восточной Пруссии и овладение мощными опорными пунктами обороны противника — Ширвиндт, Наумиестис (Владиславов), Виллюнен, Вирбалис (Вержболово), Кибартай (Кибарты), Эйдткунен, Шталлупёнен, Миллюнен, Вальтеркемен, Пиллюпёнен, Виштынец, Мелькемен, Роминтен, Гросс Роминтен, Вижайны, Шитткемен, Пшеросьль, Гольдап, Филипув, Сувалки. 23 октября 1944 года. № 203.
- За овладение  с боем  городами Ландсберг и Бартенштайн – крупными узлами коммуникаций и сильными опорными пунктами обороны немцев в центральных районах Восточной Пруссии. 4 февраля 1945 года. № 269.
- За завершение ликвидации окружённой восточно-прусской группы немецких войск юго-западнее Кёнигсберга. 29 марта 1945 года. № 317.